# Leucocitúria
La leucocitúria és la presència de més de 5 leucòcits per camp en l'orina. El diagnòstic diferencial inclou les infeccions del tracte urinari (el més habitual) i, rarament, cossos estranys, tuberculosi urogenital (leucocitúria estèril) o nefrolitiasis.
Quan el nombre de leucòcits és molt important es parla de piúria.